# Colegio de San Juan de Letrán (México)
El Colegio de San Juan de Letrán fue una institución académica fundada en la Ciudad de México por el virrey Antonio de Mendoza.
A mediados del siglo XIX fue la sede de una de las primeras sociedades literarias del país al fundarse en 1836 la Academia de Letrán. Guillermo Prieto, en su relato autobiográfico Memorias de mis tiempos, narra el desarrollo de sus actividades:

El Colegio de San Juan de Letrán, de que tantas veces he hablado, era un edificio tosco y chaparro, con una puerta cochera por fachada, un connato de templo de arquitectura equívoca y sin techo ni bóvedas, que pudiera pasar por corral inmundo sin su careta eclesiástica y unas cuantas accesorias interrumpidas con una casa de vecindad, casucas como pecadoras con buenos propósitos, que parecían esperar la conclusión del templo para arrepentirse de sus pecados.
Guillermo Prieto, Memorias de mis tiempos, capítulo III, p. 71.

El Colegio desapareció a finales de la década de 1850, al demolerse el edificio sede. Actualmente se ubica en el Centro Histórico de la Ciudad de México a 100 metros al oeste del Zócalo.